# Les Ilhes
Les Ilhes település Franciaországban, Aude megyében. Lakosainak száma 61 fő (2022. január 1.). Les Ilhes Fournes-Cabardès, Labastide-Esparbairenque, Lastours, Mas-Cabardès, Miraval-Cabardes, Roquefère és Villanière községekkel határos.

## Népesség
A település népessége az elmúlt években az alábbi módon változott:
| Lakosok száma | 148  | 90   | 77   | 55   | 50   | 53   | 52   | 55   | 56   | 61   |
|               | 1968 | 1982 | 1990 | 2006 | 2013 | 2015 | 2017 | 2019 | 2020 | 2022 |